# Ljubow Dmitrijewna Ussowa
Ljubow Dmitrijewna Ussowa (russisch Любовь Дмитриевна Усова; * 6. September 1921 in Irkutsk; † 2. Januar 2015) war eine sowjetisch-belarussische Architektin.

## Leben
In den 1930er Jahren zog die Familie nach Moskau. Nach dem Schulbesuch studierte Ussowa am Moskauer Architektur-Institut (MArchI). Während des Deutsch-Sowjetischen Kriegs war sie mit dem MArchI in Taschkent evakuiert. Die Studenten studierten an vier Tagen der Woche und arbeiteten an drei Tagen in einer Munitionsfabrik. Mit anderen wurde Ussowa ausgewählt, um in Buchara und später in Samarkand Baudenkmäler auszumessen. Dabei lernte sie Wassili Iossifowitsch Geraschtschenko (1912–1990) kennen. Im Frühjahr 1944 kehrte Ussowa nach Moskau zurück und heiratete Wassili Iossifowitsch Geraschtschenko. 1947 verteidigte sie zum Abschluss ihres Studiums ihr Diplomprojekt mit Auszeichnung.
Nach dem Studium wurde Ussowa zur Arbeit nach Minsk in das Architektur- und Planungsbüro des Exekutivkomitees der Stadt Minsk geschickt, in dem ihr Mann arbeitete.
Ussowa projektierte zusammen mit A. Woinow das Weißrussische Republikanische Theater der jungen Zuschauer, den Palast der Pioniere und das Gebäude des Bezirkskomitees der KPW (jetzt des GUS-Exekutivkomitees). Zusammen mit L. Ryminski projektierte und restaurierte sie die Belarussische Nationale Technische Universität. Sie führte Arbeiten für Schulen und Kindergärten durch. Mit ihrem Mann projektierte sie Wohnhäuser im Rajon des Minsker Bahnhofplatzes und für Arbeiter der MotoWeloSawod sowie Wohnblocks für Werke der Kraftwerksindustrie.
Ussowa beteiligte sich an der Anlage des Platzes am Opern- und Balletttheater des Siegesparks und stellte den Maxim-Gorki-Kinderpark wieder her. In den 1970er Jahren beteiligte sie sich an der Lösung der Probleme der Minsker Entwässerung. Insbesondere übernahm sie die Gestaltung der Wasserkaskade mit den Stauseen Drosdy und Kriniza der Swislatsch und entwickelte Projekte für die Detailplanung des Nord-West- und Süd-Ost-Teils des Wasser-Grün-Streifens durch Minsk und die Ost- und Südufer des Saslaujer Stausees und des Wjatscha-Stausees.
1990 ging Ussowa in den Ruhestand.

## Ehrungen, Preise
- Ehrenurkunde des Obersten Sowjets der Weißrussischen Sozialistischen Sowjetrepublik (WSSR)
- Ehrenurkunde des Instituts MinskProjekt
- Ehrenurkunden der Union der Architekten der UdSSR und der Union der Architekten der WSSR[3]

## Werke

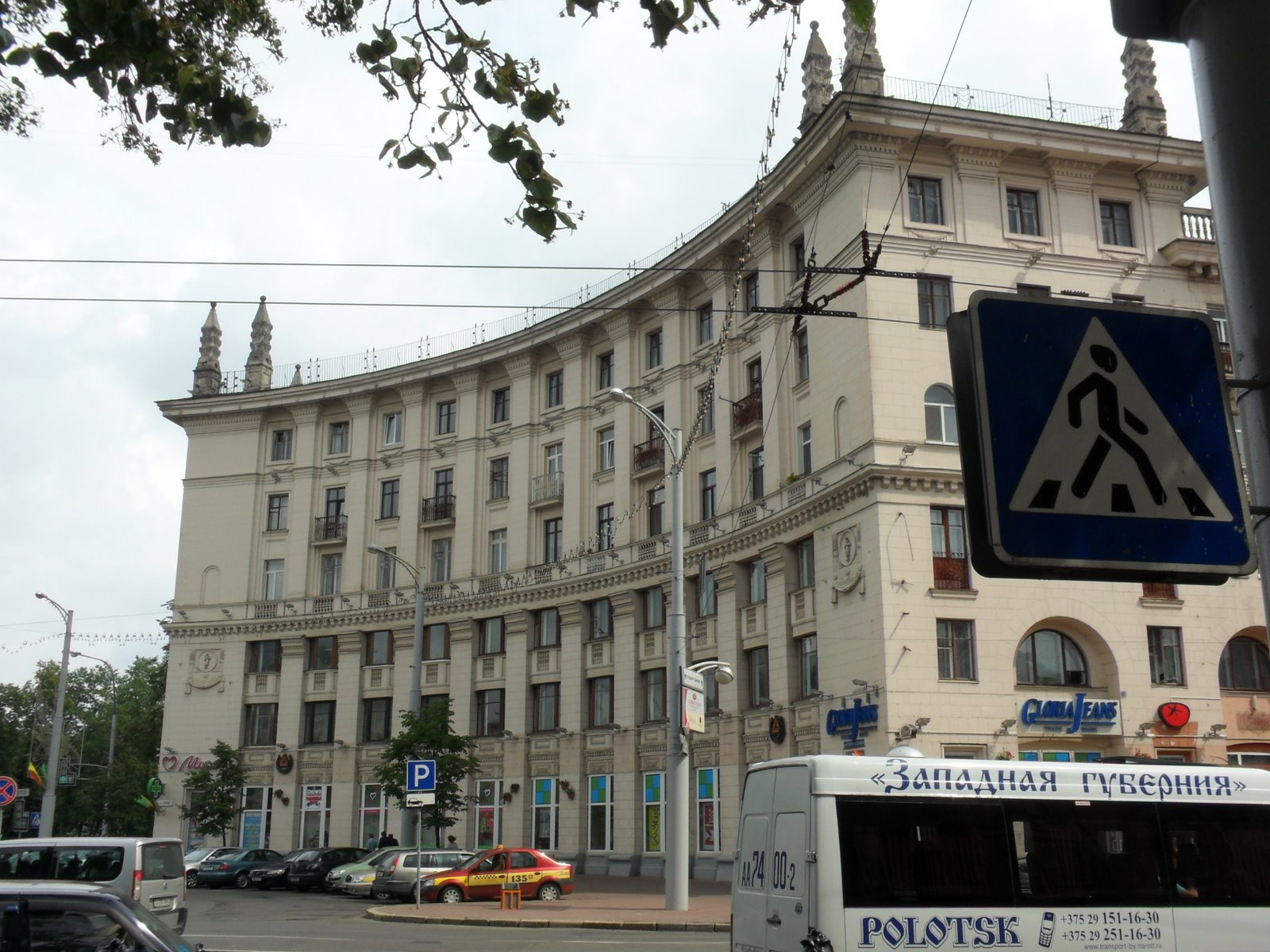
Kirawa-Straße 6 (1940–1950), Minsk
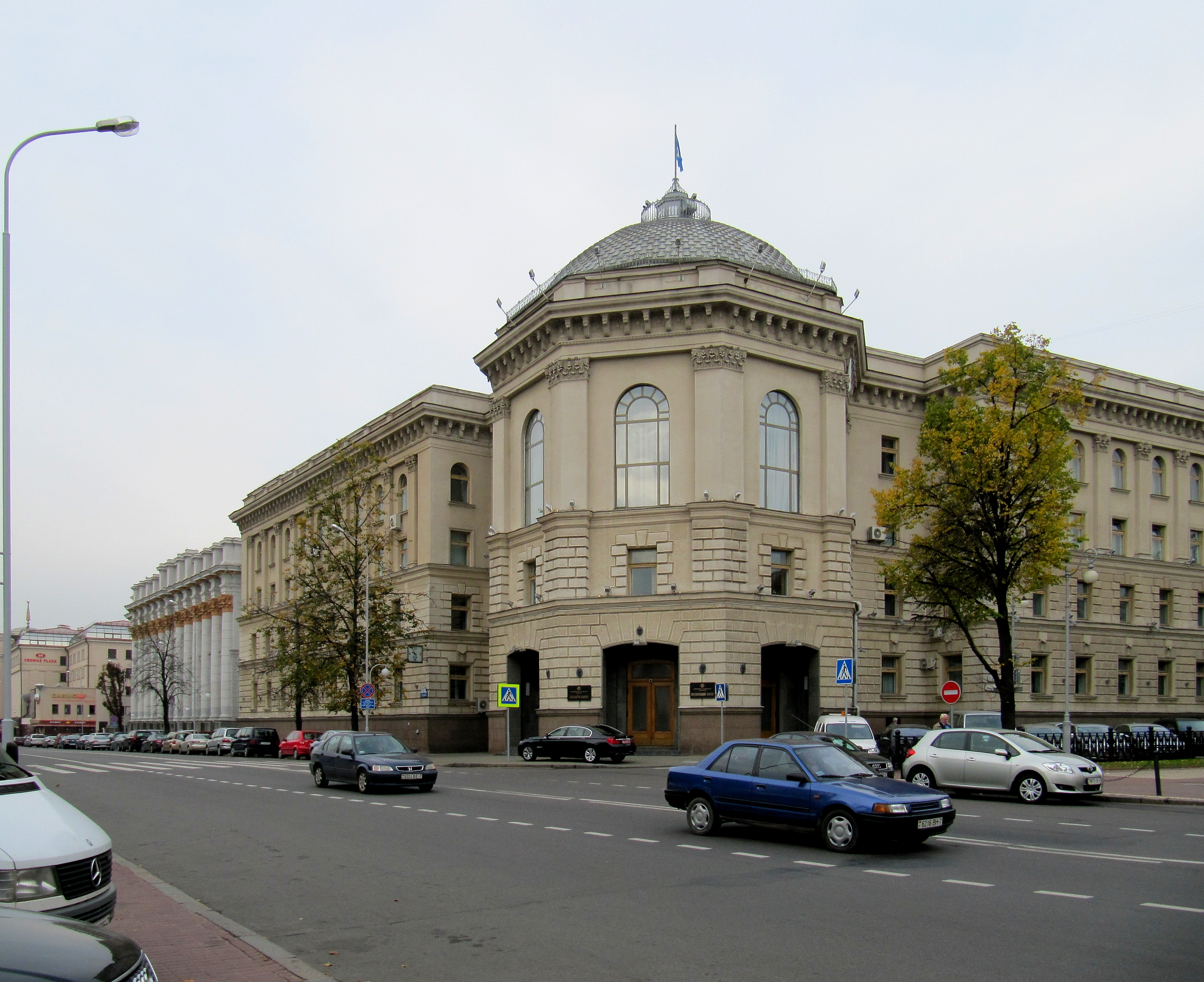
Gebäude des GUS-Exekuivkomitees
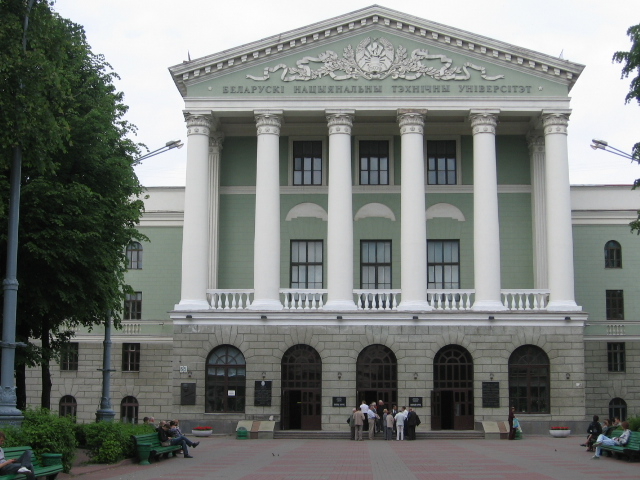
Belarussische Technische Universität
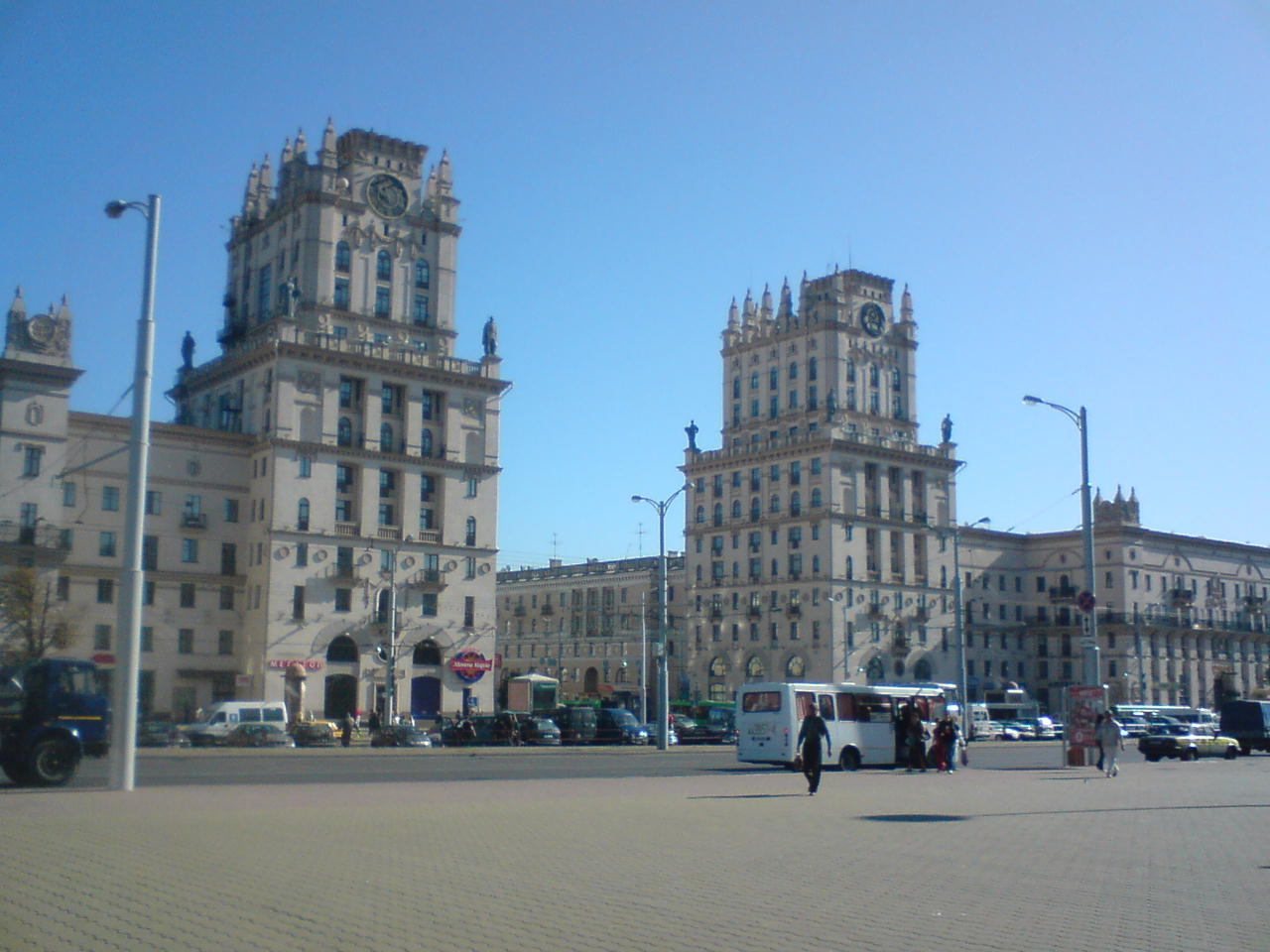
Minsker Tor am Bahnhofplatz (1947–1956 mit B. Rubanenko, L. Golubowski, A. Karabelnikow und W. Geraschtschenko)